# Perineum

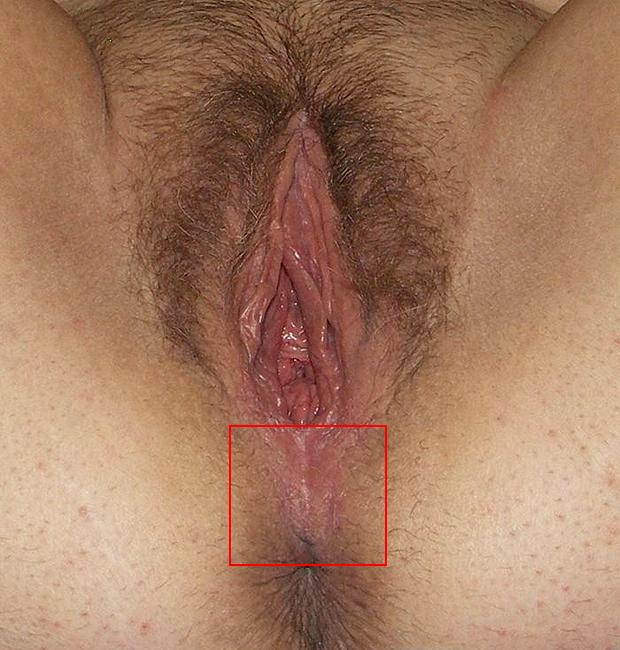
Perineum einer Frau

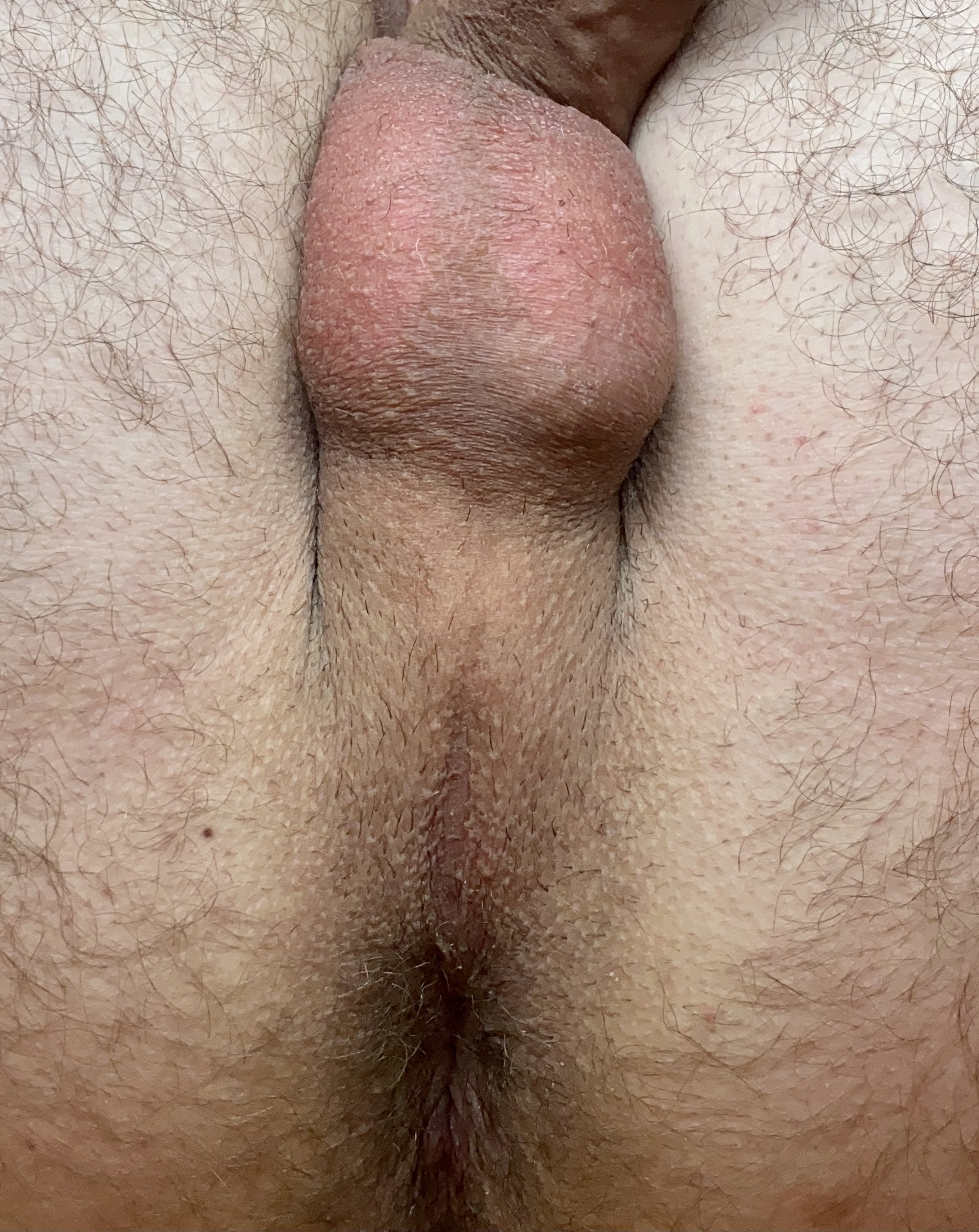
Perineum eines Mannes

Das Perineum (lateinisch, aus altgriechisch περίνεος perineos, deutsch ‚Damm‘; älter Perinäum), das Mittelfleisch oder der Damm ist die Region zwischen After und den äußeren Geschlechtsorganen bei Säugetieren. Beim Mann ist dies die Region zwischen Anus und Hodensack (Skrotum), bei der Frau die zwischen Anus und dem hinteren Schamspaltenwinkel. In der Medianebene liegt hier die Dammnaht (Raphe perinei), die sich beim Mann in die Hodensacknaht fortsetzt. Neben der bedeckenden Haut, die reichlich sensibel innerviert ist, besteht das Perineum hauptsächlich aus Muskeln, die zur Beckenbodenmuskulatur gehören. Die Muskeln des Perineums untergliedern sich in Muskeln der Analregion und in Muskeln der urogenitalen Region. Die entsprechende Körperregion wird als Regio perinealis bezeichnet.
Das Perineum gilt bei beiden Geschlechtern als erogene Zone. Die Innervation erfolgt vor allem über Äste des symmetrischen Nervus pudendus, darüber hinaus beteiligen sich beidseits der Nervus ilioinguinalis, der Nervus genitofemoralis, der Nervus cutaneus femoris posterior und die Nervi anococcygei. Bei Berührung kommt es zu einem reflektorischen Zusammenziehen des äußeren Afterschließmuskels (Musculus sphincter ani externus), dem sogenannten Perinealreflex.

## Anogenitalabstand
Der Anogenitalabstand ist der Abstand vom Zentrum des Anus zu den Genitalien, d. h. bis zur Unterseite des Skrotums beziehungsweise bis zur Vulva. In der Tiermedizin wird bei männlichen Tieren die Präputialöffnung herangezogen. Der Anogenitalabstand wird sowohl bei Menschen als auch bei Tieren herangezogen u. a. bei der Geschlechtsbestimmung und als Marker für die Belastung durch endokrine Disruptoren in utero oder allenfalls in der frühen Kindheit.
Als Normalwert wird für neugeborene Jungen ein mit 22 mm doppelt so großer Anogenitalabstand wie für neugeborene Mädchen (Mittelwert 11 mm) angegeben. Eine indirekte Kennzahl für diesen Abstand ist der Anogenitalindex (AGI), welcher der Quotient ist aus dem Anogenitalabstand (in mm) und der Körpermasse (in kg).

## Abbildungen

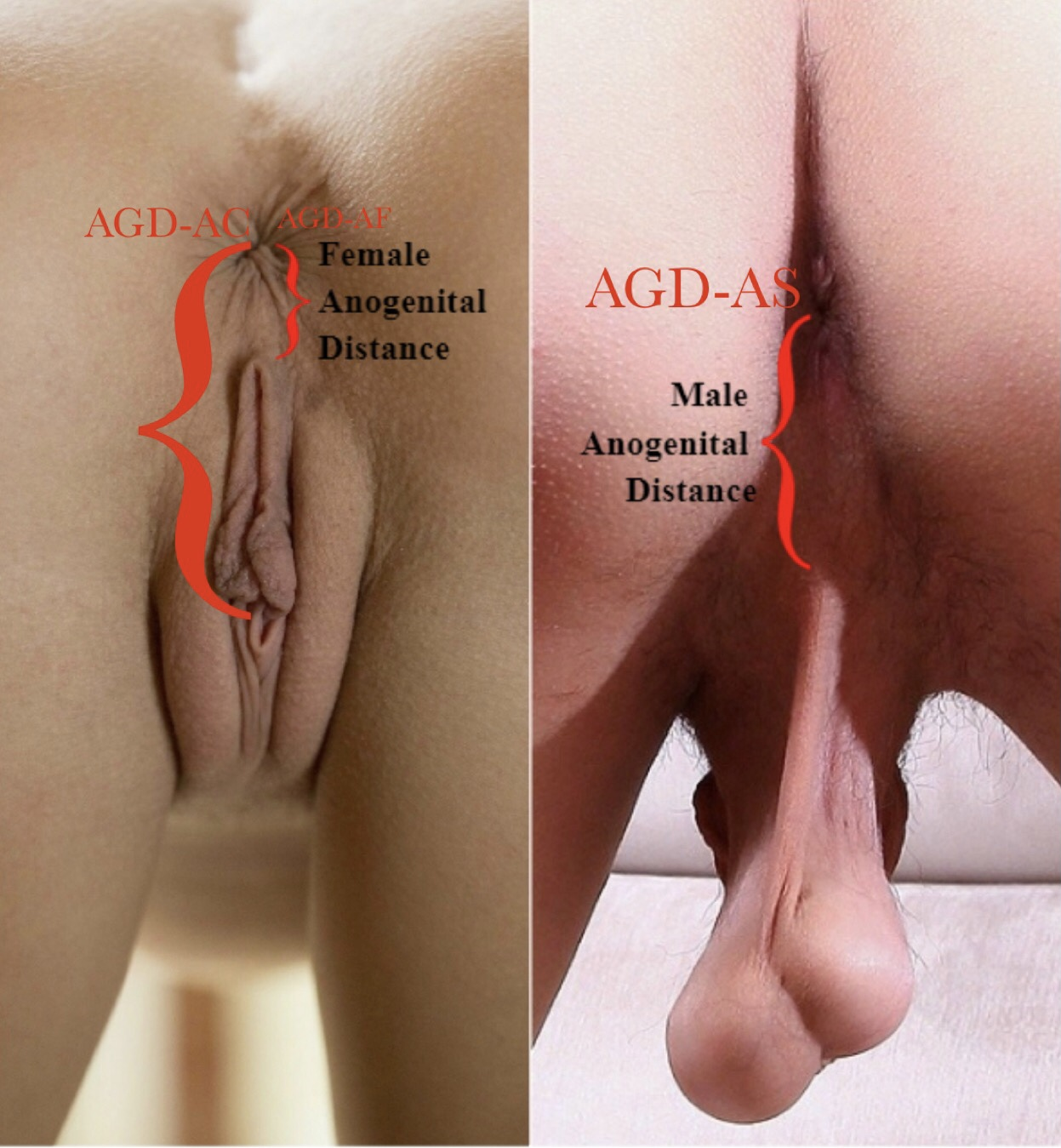
Anogenitalabstand
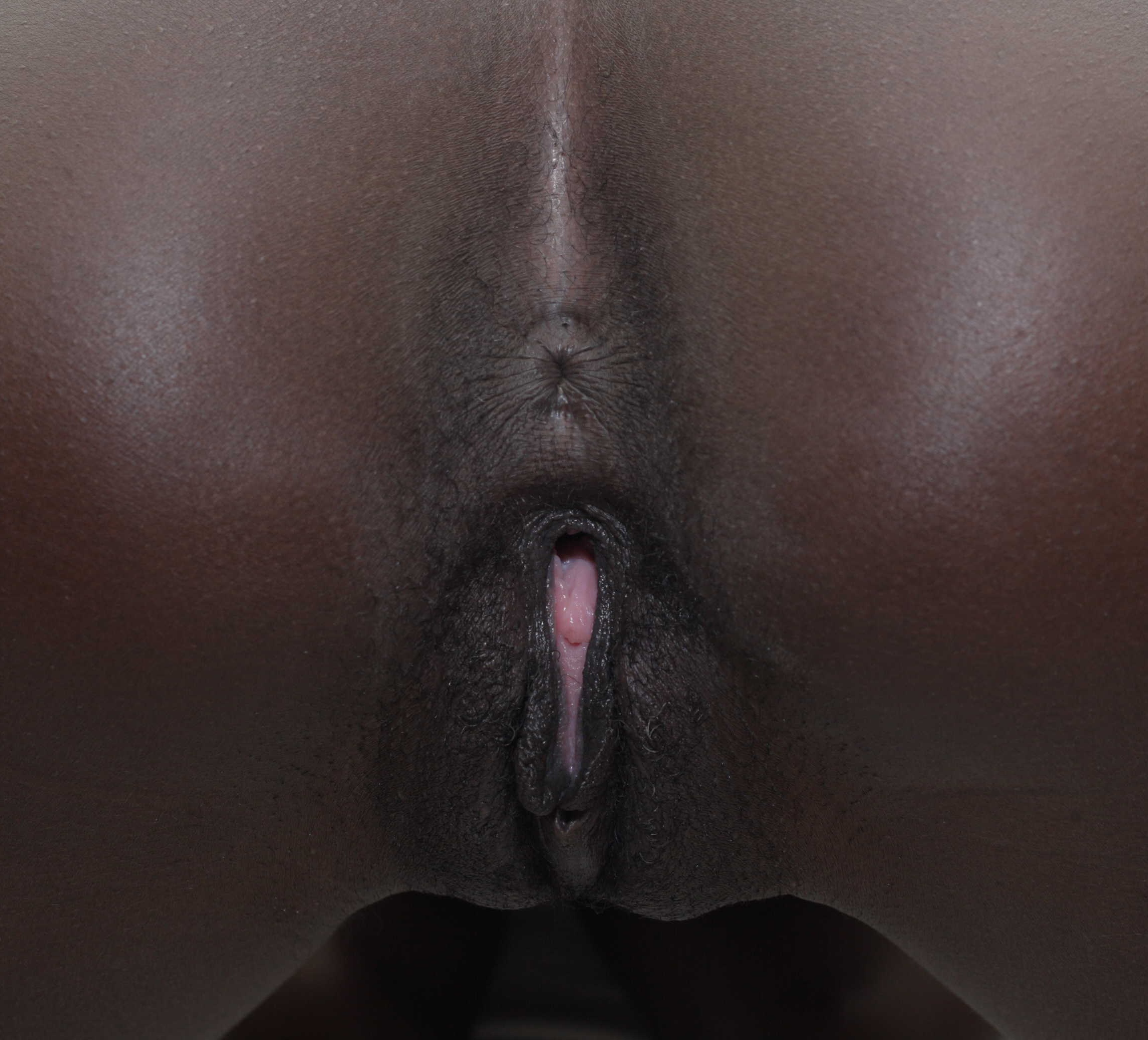
Vulva und Anus einer jungen Frau mit muskulöser Manschette (Sphinkter) und gespanntem Perineum
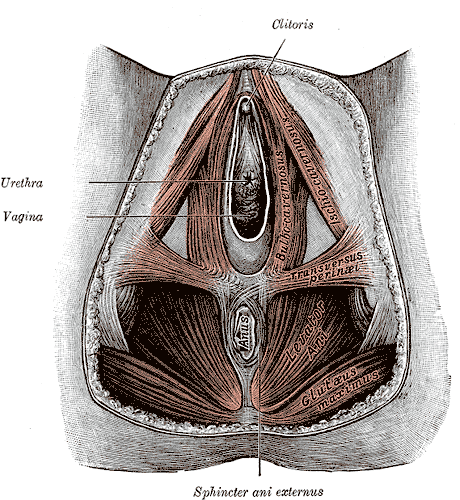
Muskeln des weiblichen Perineums (Mensch), oberflächliche und tiefe Beckenbodenmuskulatur einer Frau; Blick von perineal
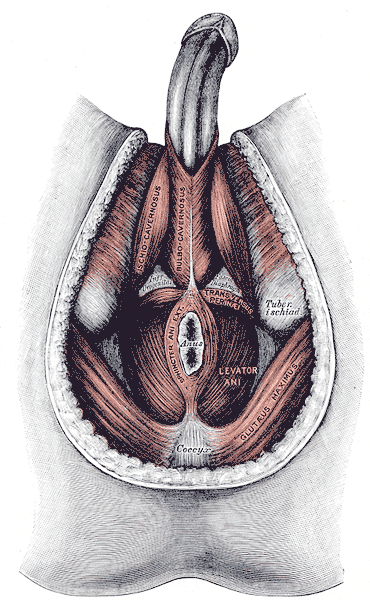
Muskeln des männlichen Perineums (Mensch)
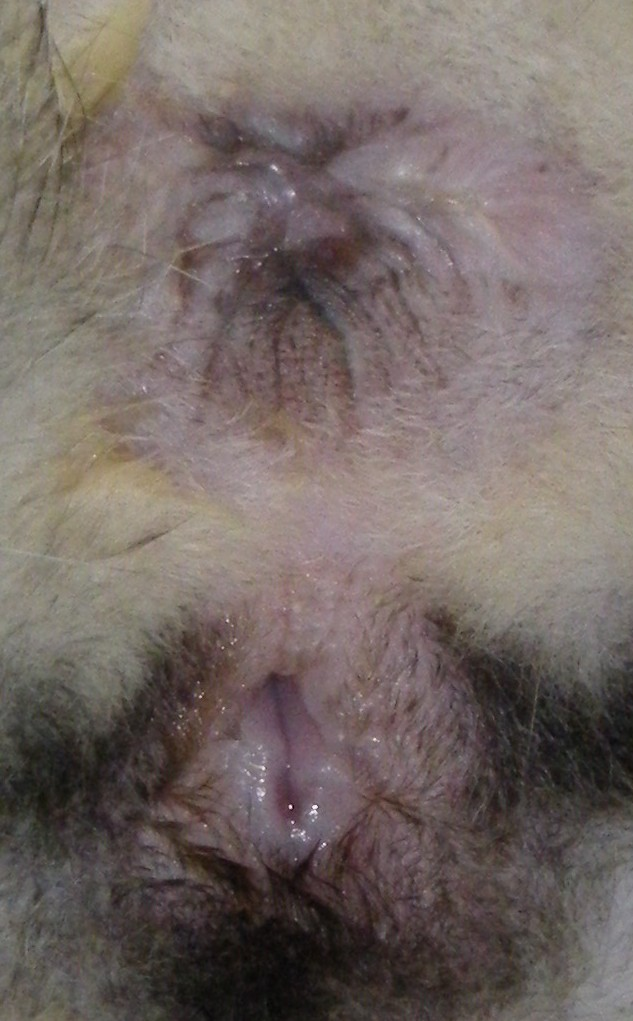
Perineum einer weiblichen Hauskatze

## Erkrankungen
Ein Dammriss bei der Frau ist eine häufigere Geburtsverletzung durch die hohe biomechanische Belastung des Perineums unter der Geburt. Manchmal wird vorbeugend ein Dammschnitt vorgenommen.
Eine Perinealhernie ist eine Hernie (Bruch) des Beckenbodens mit Ausstülpung des Perineums. Sie ist bei unkastrierten männlichen Haushunden relativ häufig. Der Bruch erfolgt entweder zwischen Musculus sphincter ani externus und Musculus levator ani oder zwischen Musculus levator ani und Musculus coccygeus.